# 1822 en musique classique
| \| • Retour à la chronologie générale de la musique classique • \| |
| Grèce • Rome • Haut Moyen Âge • VIIIe siècle • IXe siècle • Xe siècle • XIe siècle XIIe siècle • XIIIe siècle • XIVe siècle • XVe siècle • XVIe siècle • XVIIe siècle XVIIIe siècle • XIXe siècle • XXe siècle • XXIe siècle |
| • Retour à la chronologie générale de la musique classique • |

| Années en musique classique : 1819 - 1820 - 1821 - 1822 - 1823 - 1824 - 1825    |
| Décennies en musique classique : 1790 - 1800 - 1810 - 1820 - 1830 - 1840 - 1850 |

Cet article présente les faits marquants de l'année 1822 en musique.

## Événements
- 26 janvier : création de Antigona e Lauso de Stefano Pavesi, à La Scala de Milan[1].
- 28 janvier : Zoraida di Granata, opéra en 2 actes, musique de Donizetti, livret de Bartolomeo Merelli, créé au Teatro Argentina de Rome.
- 16 février : Zelmira, opéra en 2 actes, musique de Rossini, livret d'Andrea Leone Tottola, créé au  Teatro San Carlo de Naples.
- 12 mars : L'esule di Granata, melodramma en 2 actes, musique de Meyerbeer, livret de Felice Romani, créé au Teatro alla Scala de Milan.
- 12 mai : La zingara, opéra en 2 actes, musique de Donizetti, livret d'Andrea Leone Tottola, créé à Naples.
- 29 juin : La lettera anonima, opéra en un acte, musique de Donizetti, livret de Giulio Genoino, créé à Naples.
- 3 octobre : Die Weihe des Hauses, ouverture de  Beethoven, créée à Vienne.
- 26 octobre : Chiara e Serafina, opera semiseria en deux actes, musique de Donizetti, livret de Felice Romani, créé au Teatro alla Scala de Milan.
- 26 décembre : Amleto (it) de Saverio Mercadante, à la Scala de Milan

Date indéterminée
- Leicester, opéra d’Auber.
- Vienne : Schubert commence et abandonne sa Symphonie Inachevée
- Fondation de la Royal Academy of Music par Lord Burghersh, école de musique londonienne.

## Prix de Rome
1er Prix : Joseph Lebourgeois , 2e Prix : Auguste Barbereau et Hippolyte de Fontmichel avec la cantate Geneviève de Brabant.

## Naissances

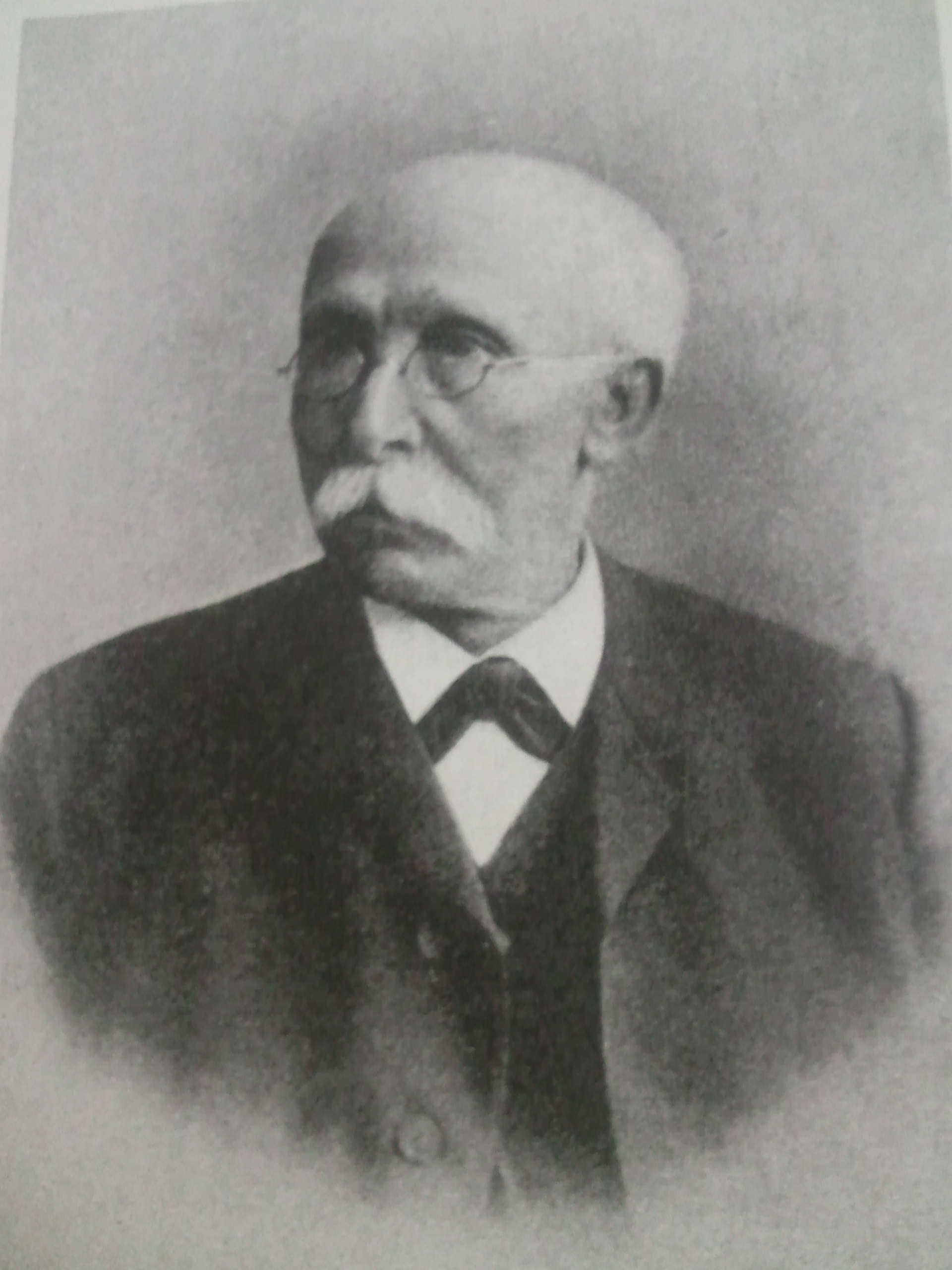
Franz Strauss

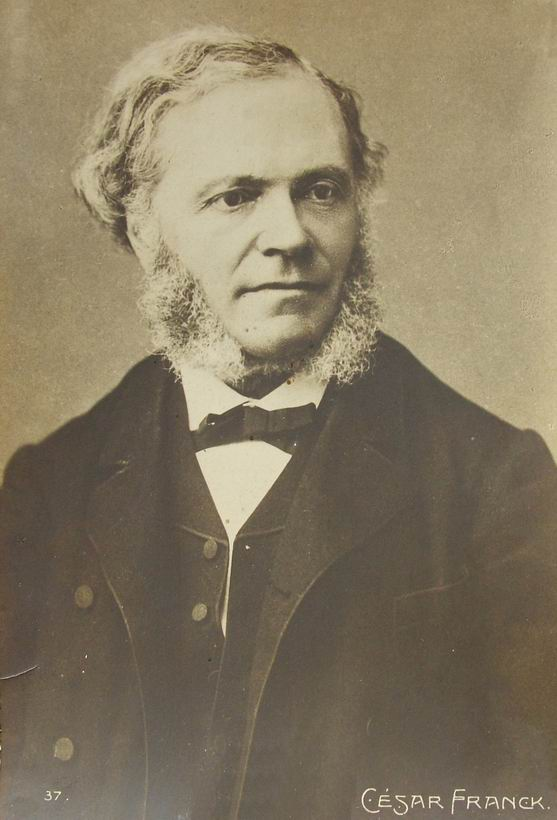
César Franck

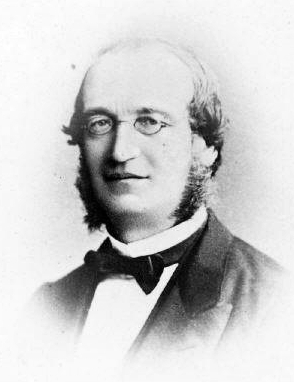
Charles Lebouc

- 1er janvier : Émile Albert, pianiste et compositeur français († 17 août 1865).
- 8 janvier : Carlo Alfredo Piatti, violoncelliste et compositeur italien († 18 juillet 1901).
- 13 janvier : Félix Clément, organiste, compositeur, musicologue et professeur de musique ancienne français († 23 janvier 1885).
- 7 février : Joaquín Gaztambide, compositeur et chef d'orchestre espagnol († 18 mars 1870).
- 14 février : Jean-Pierre Maurin, violoniste et pédagogue français († 13 mars 1894).
- 15 février : Theodor Uhlig, altiste, compositeur et critique musical allemand († 3 janvier 1853).
- 26 février : Franz Strauss, corniste et compositeur allemand († 31 mai 1905).
- 7 mars : Victor Massé, compositeur et professeur français († 5 juillet 1884).
- 8 avril : Giuseppe Apolloni, compositeur italien († 31 décembre 1889).
- 3 mai : Antoinette Révilly, mezzo-soprano française († 14 février 1900).
- 20 mai : Aristide Hignard, compositeur français († 20 mars 1898).
- 27 mai : Joseph Joachim Raff, compositeur germano-suisse († 24 juin 1882).
- 31 mai : Rafael Hernando, compositeur espagnol de zarzuelas († 10 juillet 1888).
- 18 juin : Henry David Leslie, compositeur et chef d'orchestre anglais († 5 février 1896).
- 16 juillet : Luigi Arditi, violoniste, compositeur et chef d'orchestre italien († 1er mai 1903).
- 7 août : Maria Kalergis, pianiste polonaise († 22 mai 1874).
- 15 août : Wilhelm Rust, musicologue (spécialiste de Bach) et compositeur allemand († 2 mai 1892).
- 17 août : Louis Gueymard, ténor français († juillet 1880).
- 9 septembre : Johannes Barend Litzau, organiste et compositeur néerlandais († 18 juillet 1893).
- 15 octobre : Kornél Ábrányi, compositeur, pianiste et musicographe hongrois († 20 décembre 1903).
- 28 octobre : Marie Roubaud de Cournand, élève de Frédéric Chopin († 27 février 1917).
- 7 novembre : Édouard Gregoir, pianiste, musicographe, compositeur en pédagogue belge († 26 juin 1890).
- 3 décembre : Korla Awgust Kocor, compositeur et chef d'orchestre allemand († 19 mai 1904).
- 4 décembre : Heinrich Hübler, musicien corniste allemand († 14 avril 1893).
- 10 décembre : César Franck, compositeur, organiste belge, naturalisé français († 8 novembre 1890).
- 22 décembre : Charles Lebouc, violoncelliste français († 6 mars 1893).

Date indéterminée
- Giulio Regondi, guitariste, concertiniste, et compositeur italien († 6 mai 1872).

## Décès

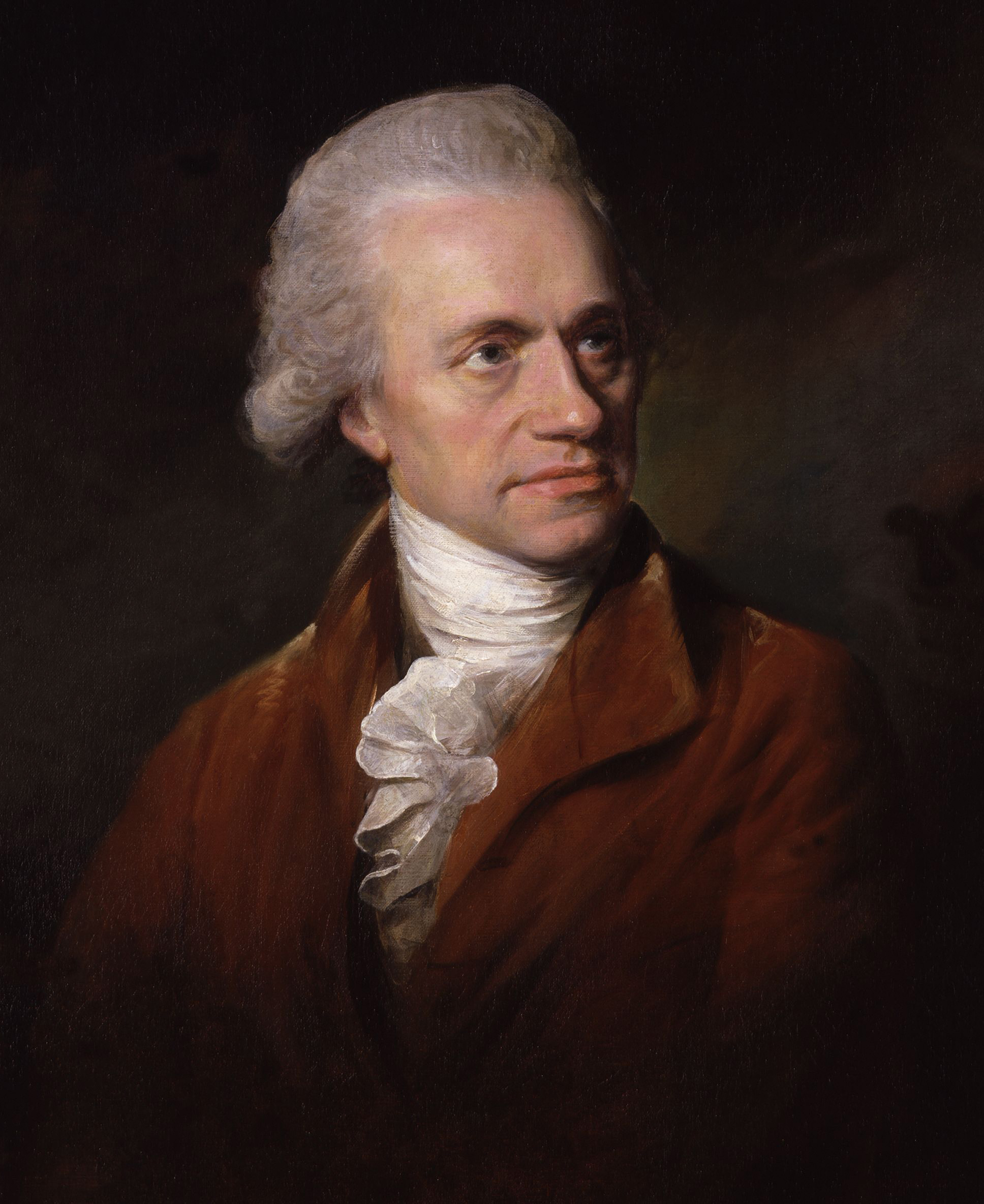
William Herschel

- 13 janvier : Jean-Georges Sieber, éditeur de musique français et musicien (° 2 février 1738).
- 2 février : Jean-Baptiste Davaux, violoniste et compositeur français (° 19 juillet 1742).
- 3 mars : Franz Adam Veichtner, violoniste et compositeur allemand (° 10 février 1741).
- 22 mars : Johann Wilhelm Hässler, compositeur, organiste et pianiste allemand (° 29 mars 1747).
- 9 mai : Duquesnoy, chanteur et compositeur français (° 16 mai 1758).
- 25 juin : Ernst Theodor Amadeus Hoffmann, compositeur, mais également écrivain allemand (° 24 janvier 1776).
- juillet : Amand Vanderhagen, clarinettiste et compositeur flamand (° 1753).
- 25 août : William Herschel, compositeur et astronome germano-britannique (° 15 novembre 1738).
- 26 octobre : Pierre-David-Augustin Chapelle, musicien et compositeur français (° 17 août 1750).
- 18 novembre : Anton Teyber, compositeur, organiste et pianiste autrichien (° 8 septembre 1756).
- 18 décembre : Jean-François Tapray, musicien et compositeur français (° 10 avril 1738).